# Francesco Fidanza

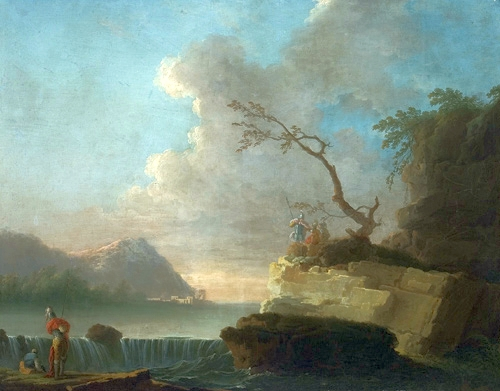
Francesco Fidanza, Paesaggio

Francesco Fidanza (Roma, 1747 – Milano, 4 febbraio 1819) è stato un pittore italiano.

## Biografia
Francesco Fidanza era figlio di Filippo (1720 c.-1790), pittore originario di Città di Castello che fu allievo di Marco Benefial. Il fratello Gregorio (1759-1823), anch'egli pittore di paesaggi, fu discepolo di Claude Lorrain, ma i suoi dipinti non raggiunsero l'effetto emotivo di quelli di Francesco. Antonio Fidanza, figlio di Gregorio, è stato mercante d'arte e restauratore presso la Pinacoteca di Brera. Fu pittore anche un altro fratello di Francesco, Giuseppe (1750 c.-1820).
Nel 1793 Francesco Fidanza si recò a Firenze, quindi nel 1800 si trasferì a Parigi, dove i suoi dipinti con paesaggi innevati e con marine erano conosciuti e apprezzati.
Non è certo che sia stato allievo di Claude Joseph Vernet e poi di Charles Francois Lacroix (detto Lacroix di Marsiglia), ma sicuramente ne ha conosciuto le opere ed è stato influenzato dall'arte di Vernet che, per conto di Luigi XV, aveva dipinto una serie di quindici porti francesi.
Due paesaggi invernali dipinti ad olio, rimasti in collezioni private e di cui uno è firmato "F. Fidanza fece 1796", documentano lo stile già formato e sicuro di questo artista.
Fidanza, con le sue atmosfere irrequiete, ricche di suggestioni cromatiche, rappresenta un tassello di passaggio, tra il vedutismo decorativo settecentesco - reso nei suoi minuti dettagli e secondo gli schemi elaborati dalla Scuola veneziana - e il paesaggio della stagione romantica che si apre al realismo e al colore.
Francesco Fidanza coglie improvvisi effetti meteorologici - squarci temporaleschi, mareggiate, nevicate, tramonti in un tripudio di nuvole - tingendo la tela della gamma dei rossi, o mescolando i blu delle acque marine coi rialzi in bianco della spuma, oppure creando con la gamma dei bianchi l'atmosfera offuscata e ovattata dalla neve.
Le minuscole figure, schizzate con brevi e sicure pennellate, sono fissate in controluce e sembrano formichine di fronte al grandioso spettacolo della natura. «Una forte sensibilità preromantica, quasi neogotica che ne fa un esponente di cultura europea più che italiana.»

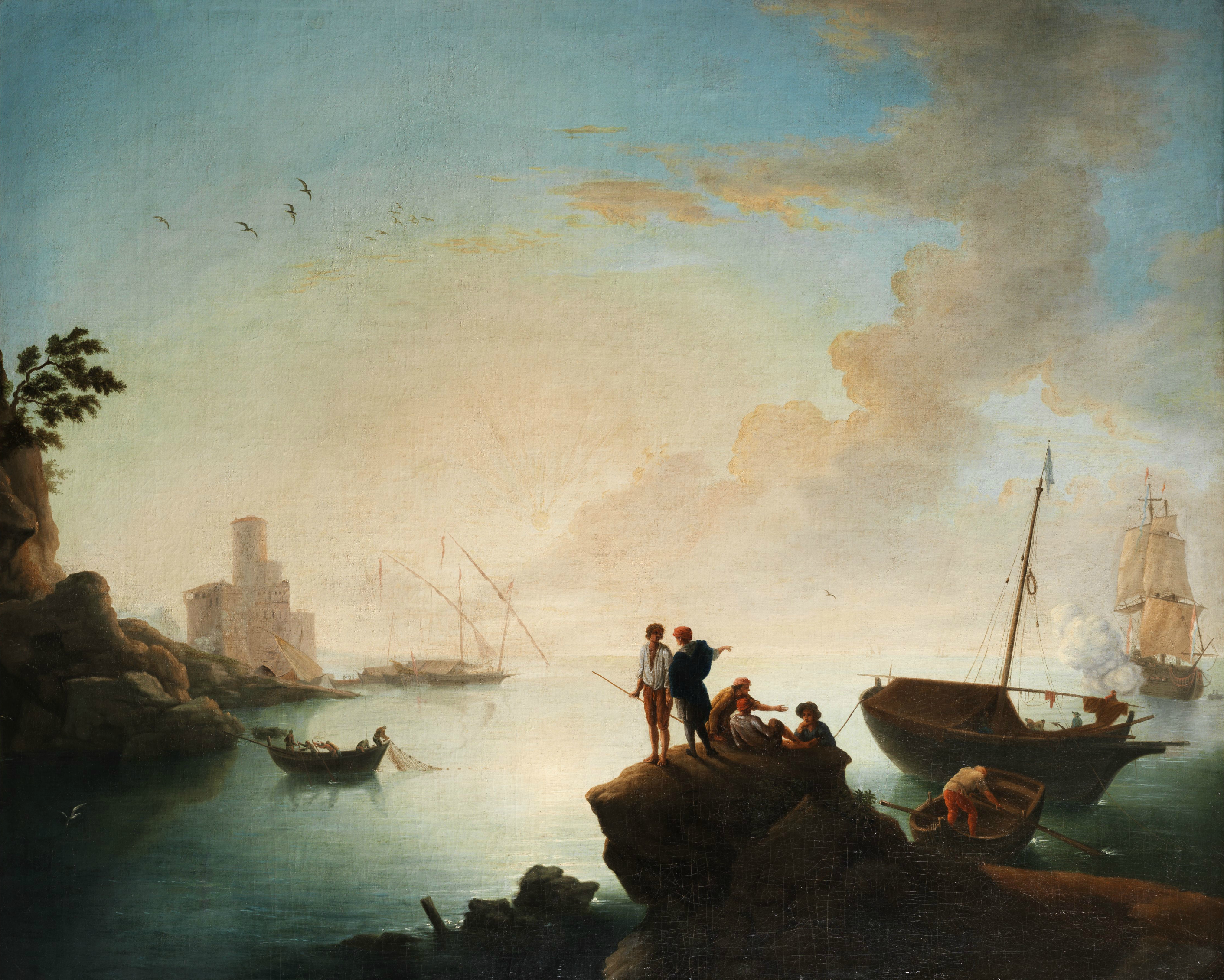
Francesco Fidanza, Paesaggio

La pittura neoclassica ha aperto la strada verso nuove tipologie di paesaggio. Ne beneficeranno i pittori romantici: John Constable andrà alla ricerca di una natura oggettiva, carica di luce e di colori; William Turner prediligerà violente tempeste marine, grandi nevicate, piogge scroscianti, tramonti.

### A Parigi
Nel 1801, al Salon di Parigi sono esposti tre dipinti di Fidanza: Clair de lune, Brouillard e Temps de neige. Al Salon del 1804 è presentato il suo dipinto Une neige, che fu acquistato dal conte Giovanni Battista Sommariva, per decorare la sua casa parigina e che poi il conte trasferì nella sua villa di Tremezzo, sul lago di Como. Con ogni probabilità è lo stesso dipinto intitolato Una nevicata della Galleria d'arte moderna di Milano.

### A Milano
Dal 1808 Francesco Fidanza è a Milano e chiede al viceré Eugenio di Beauharnais di istituire una scuola di pittura, ma Beauharnais non è interessato al progetto. Nel 1809 Fidanza è incaricato di stimare i quadri della collezione di Francesco Melzi d'Eril, cancelliere guardasigilli del Regno Italico.
Beauharnais sottoscrive con Fidanza un contratto per le vedute dei «principaux ports du Royaume». Scopo del contratto, che prevede per il pittore un compenso di 5.000 lire milanesi annue, oltre a 4.000 alla consegna di ogni veduta, è di ritrarre «autant que possible le costume du Pays».
Il viceré vuole documentare realisticamente i porti del Regno Italico, anche sotto l'aspetto del folklore. Ma alla caduta del Regno, nel 1814 , Fidanza ha consegnato solamente sei vedute di porti, di cui due - Porto di Ancona e Porto di Malamocco di notte - sono conservate alla Galleria d'arte moderna di Milano, dove sono anche tre Marine di Fidanza. I giochi di luce rossa al tramonto, la fredda luce lunare notturna sono di grande impatto emotivo.
Francesco Fidanza conduce una vita sregolata: è un uomo pingue e trasandato; ha lasciato un figlio a Parigi e non si prende cura del suo mantenimento; non paga i creditori e vive nell'ozio, risvegliandosi dal semi torpore quando ha bisogno di denaro.
Nel 1815 il governo provvisorio del Lombardo-Veneto non riconosce il contratto con Fidanza e l'Accademia di Brera respinge la sua domanda di una cattedra di paesaggio. Il pittore sopravvive eseguendo restauri. Nel 1818, all'esposizione annuale di Brera, presenta sei paesaggi, descritti approssimativamente come Nebbie, Marine e Nevicate.
Sulla "Gazzetta di Milano" risulta l'indirizzo milanese di Francesco Fidanza: vicolo Santa Maria Segovia, n. 5487.
Allievo di Francesco Fidanza è stato il bergamasco Marco Gozzi (1759-1839) che fu pittore di figura, paesista e professore all'Accademia di Brera. Nello stile si richiama a Vernet.

### Altri dipinti
- Paesaggio invernale, 1795 (Pavia, Pinacoteca Malaspina)
- Paesaggio marino (Pavia, Pinacoteca Malaspina)
- Incendio in un porto di mare, 1798 (Milano, Galleria d'Arte Moderna)
- Porto di Ancona, 1811  (Milano, Musei del Castello Sforzesco)
- Marina in tempesta e Veduta di un estuario (Roma, Galleria Corsini)
- Marina con veliero e pescatori
- Marina con torrione
- Marina con faro
- Temporale
- Paesaggio con cascata
- Veduta di un porto
- Paesaggio invernale
- Paesaggio fluviale sotto la neve
- Paesaggio silvestre sotto la neve
- Tre disegni a penna, provenienti dalla raccolta Santarelli (Firenze, Gabinetto dei disegni e delle stampe)
- Eruzione del Vesuvio (tempera)
- Due Paesaggi  (Rohrau (Austria), Harrachsche Gemäldegalerie)
- Porto con faro (Budapest, Museo delle belle arti)